# Lijst van wereldkampioenen wegrit junioren vrouwen
De wegrit voor vrouwen bij de junioren staat sedert 1987 op het programma van de wereldkampioenschappen wielrennen.

## Geschiedenis
Het eerste WK wielrennen werd in 1921 gehouden in de Deense hoofdstad Kopenhagen. In 1987 werd een wegwedstrijd voor junioren onder 19 jaar geïntroduceerd. Tot en met 1996 werd het WK voor junioren apart georganiseerd. In 1997 in het Spaanse San Sebastian stond de wegrit bij de junioren voor het eerst op het programma van de wereldkampioenschappen. Met uitzondering van de edities van 2005 tot en met 2010 (en 2020 vanwege de COVID-19-pandemie) is de wegrit bij de junioren sedertdien een volwaardig onderdeel van de wereldkampioenschappen.
De Française Catherine Marsal kroonde zich in 1987 tot de eerste wereldkampioene. Nicole Cooke, Lucy Garner, Amalie Dideriksen en Zoe Bäckstedt zijn de enigen die het WK twee keer wisten te winnen.

## Erelijst
| Jaar | Plaats                                 | Goud                                   | Zilver                                 | Brons                                  |
| 2027 | Haute-Savoie                           |                                        |                                        |                                        |
| 2026 | Montreal                               |                                        |                                        |                                        |
| 2025 | Kigali                                 |                                        |                                        |                                        |
| 2024 | Zürich                                 | Cat Ferguson                           | Paula Ostiz                            | Viktória Chladoňová                    |
| 2023 | Glasgow                                | Julie Bego                             | Cat Ferguson                           | Fleur Moors                            |
| 2022 | Wollongong                             | Zoe Bäckstedt                          | Églantine Rayer                        | Nienke Vinke                           |
| 2021 | Leuven                                 | Zoe Bäckstedt                          | Kaia Schmid                            | Linda Riedmann                         |
| 2020 | Geen kampioenschap (COVID-19-pandemie) | Geen kampioenschap (COVID-19-pandemie) | Geen kampioenschap (COVID-19-pandemie) | Geen kampioenschap (COVID-19-pandemie) |
| 2019 | Harrogate                              | Megan Jastrab                          | Julie De Wilde                         | Lieke Nooijen                          |
| 2018 | Innsbruck                              | Laura Stigger                          | Marie Le Net                           | Simone Boilard                         |
| 2017 | Bergen                                 | Elena Pirrone                          | Emma Norsgaard                         | Letizia Paternoster                    |
| 2016 | Doha                                   | Elisa Balsamo                          | Skylar Schneider                       | Susanne Andersen                       |
| 2015 | Richmond                               | Chloé Dygert                           | Emma White                             | Agnieszka Skalniak                     |
| 2014 | Ponferrada                             | Amalie Dideriksen                      | Sofia Bertizzolo                       | Agnieszka Skalniak                     |
| 2013 | Florence                               | Amalie Dideriksen                      | Anastasia Jakovenko                    | Olena Demydova                         |
| 2012 | Valkenburg                             | Lucy Garner                            | Eline Gleditsch Brustad                | Anna Zita Maria Stricker               |
| 2011 | Kopenhagen                             | Lucy Garner                            | Jessy Druyts                           | Christina Siggaard                     |
| 2010 | Offida                                 | Pauline Ferrand-Prévot                 | Rossella Ratto                         | Coryn Rivera                           |
| 2009 | Moskou                                 | Rossella Callovi                       | Pauline Ferrand-Prévot                 | Susanna Zorzi                          |
| 2008 | Kaapstad                               | Jolien D'Hoore                         | Rossella Callovi                       | Hanna Amend                            |
| 2007 | Aguascalientes                         | Eleonora Patuzzo                       | Cherise Taylor                         | Valentina Scandolara                   |
| 2006 | Francorchamps                          | Rasa Leleivytė                         | Marina Romoli                          | Eleonora Patuzzo                       |
| 2005 | Wenen                                  | Mie Bekker Lacota                      | Marianne Vos                           | Rasa Leleivytė                         |
| 2004 | Verona                                 | Marianne Vos                           | Marta Bastianelli                      | Ellen van Dijk                         |
| 2003 | Hamilton                               | Loes Markerink                         | Irina Tolmatsjeva                      | Sabine Fischer                         |
| 2002 | Zolder                                 | Suzanne de Goede                       | Claudia Stumpf                         | Monica Holler                          |
| 2001 | Lissabon                               | Nicole Cooke                           | Pleuni Möhlmann                        | Maja Włoszczowska                      |
| 2000 | Plouay                                 | Nicole Cooke                           | Magdalena Sadlecka                     | Clare Hall-Patch                       |
| 1999 | Verona                                 | Geneviève Jeanson                      | Trixi Worrack                          | Noemi Cantele                          |
| 1998 | Valkenburg                             | Tina Liebig                            | Olga Zabelinskaja                      | Nathalie Bates                         |
| 1997 | San Sebastian                          | Mirella van Melis                      | Nicole Brändli                         | Sofie Andersson                        |
| 1996 | Novo mesto                             | Alessandra D'Ettore                    | Oksana Saprykina                       | Martina Corazza                        |
| 1995 | San Marino                             | Andrea Hänni                           | Kerstin Scheitle                       | Lisbeth Simper                         |
| 1994 | Quito                                  | Diana Žiliūtė                          | Alla Epifanova                         | Evi Gensheimer                         |
| 1993 | Perth                                  | Elisabeth Chevanne-Brunel              | Cinzia Faccin                          | Karine Boitier                         |
| 1992 | Olympia                                | Hanka Kupfernagel                      | Elisabeth Chevanne-Brunel              | Marion Borst                           |
| 1991 | Colorado Springs                       | Elsbeth Vink                           | Sally Dawes                            | Fabiana Luperini                       |
| 1990 | Middlesbrough                          | Ina-Yoko Teutenberg                    | Jessica Grieco                         | Daniëlle Overgaag                      |
| 1989 | Moskou                                 | Deirdre Demet                          | Jessica Grieco                         | Elena Netsjajeva                       |
| 1988 | Odense                                 | Gitte Hjörtflod                        | Esther van Verseveld                   | Lotte Schmidt                          |
| 1987 | Bergamo                                | Catherine Marsal                       | Aiga Zagorska                          | Elisabetta Guazzaroni                  |

## Medaillespiegel
| Plaats | Land             | Goud | Zilver | Brons | Totaal |
| 1      | Groot-Brittannië | 7    | 2      | 0     | 9      |
| 2      | Italië           | 5    | 6      | 9     | 20     |
| 3      | Nederland        | 5    | 3      | 5     | 13     |
| 4      | Frankrijk        | 4    | 4      | 1     | 9      |
| 5      | Denemarken       | 4    | 1      | 3     | 8      |
| 6      | Verenigde Staten | 3    | 5      | 1     | 9      |
| 7      | Duitsland        | 3    | 3      | 4     | 10     |
| 8      | Litouwen         | 2    | 0      | 1     | 3      |
| 9      | België           | 1    | 2      | 1     | 4      |
| 10     | Zwitserland      | 1    | 1      | 0     | 2      |
| 11     | Canada           | 1    | 0      | 2     | 3      |
| 12     | Oostenrijk       | 1    | 0      | 0     | 1      |
| 13     | Rusland          | 0    | 4      | 0     | 4      |
| 14     | Polen            | 0    | 1      | 3     | 4      |
| 15     | Noorwegen        | 0    | 1      | 1     | 2      |
| 15     | Oekraïne         | 0    | 1      | 1     | 2      |
| 15     | Sovjet-Unie      | 0    | 1      | 1     | 2      |
| 18     | Spanje           | 0    | 1      | 0     | 1      |
| 18     | Zuid-Afrika      | 0    | 1      | 0     | 1      |
| 20     | Zweden           | 0    | 0      | 2     | 2      |
| 22     | Australië        | 0    | 0      | 1     | 1      |
| 22     | Slowakije        | 0    | 0      | 1     | 1      |
| Totaal | Totaal           | 37   | 37     | 37    | 111    |

Bijgewerkt t/m WK 2024
1921 · 
1922 · 
1923 · 
1924 · 
1925 · 
1926 · 
1927 · 
1928 · 
1929 · 
1930 · 
1931 · 
1932 · 
1933 · 
1934 · 
1935 · 
1936 · 
1937 · 
1938 · 
1946 · 
1947 · 
1948 · 
1949 · 
1950 · 
1951 · 
1952 · 
1953 · 
1954 · 
1955 · 
1956 · 
1957 · 
1958 · 
1959 · 
1960 · 
1961 · 
1962 · 
1963 · 
1964 · 
1965 · 
1966 · 
1967 · 
1968 · 
1969 · 
1970 · 
1971 · 
1972 · 
1973 · 
1974 · 
1975 · 
1976 · 
1977 · 
1978 · 
1979 · 
1980 · 
1981 · 
1982 · 
1983 · 
1984 · 
1985 · 
1986 · 
1987 · 
1988 · 
1989 · 
1990 · 
1991 · 
1992 · 
1993 · 
1994 · 
1995 · 
1996 · 
1997 · 
1998 · 
1999 · 
2000 · 
2001 · 
2002 · 
2003 · 
2004 · 
2005 · 
2006 · 
2007 · 
2008 · 
2009 ·
2010 · 
2011 · 
2012 · 
2013 · 
2014 · 
2015 · 
2016 · 
2017 · 
2018 · 
2019 · 
2020 ·
2021 ·
2022 ·
2023 ·
2024 ·
2025 ·
2026